# エクスマス (駆逐艦)
|          | |
| 艦歴     | |
| 起工     | 1932年11月1日 |
| 進水     | 1933年3月15日 |
| 竣工     | 1934年1月30日 |
| 就役     | 1934年11月9日 |
| 喪失     | 1940年1月21日戦没 |
| 除籍     | |
| 性能諸元 | |
| 排水量   | 1,495 トン |
| 全長     | 104.5 m |
| 全幅     | 10.3 m |
| 吃水     | 3.8 m |
| 機関     | アドミラリティ式ボイラー 3缶 パーソンズ式ギヤードタービン 2基 2軸推進、38,000 shp                                             |
| 速力     | 36 ノット |
| 航続距離 | 2,055 海里 (15 kt/h） |
| 乗員     | 175名 |
| 兵装     | 119 mm Mark IX 単装砲 4門 12.7mm Mark III 四連装機銃 2基 533 mm 四連装魚雷発射管 2基 爆雷20発 爆雷投射機 2基 爆雷投下軌条 1軌 |

エクスマス (HMS Exmouth, H02) はイギリス海軍の駆逐艦。E級の嚮導艦。艦名はナポレオン戦争期の海軍軍人である初代エクスマス子爵エドワード・ペリュー提督に因む。

## 艦歴
「エクスマス」は1931年の海軍計画により1932年11月1日に発注され、1933年3月15日にポーツマス工廠で起工。1934年1月30日に進水して翌日命名され、1934年11月9日に就役した。就役後、「エクスマス」は本国艦隊第5駆逐艦戦隊の旗艦となった。イタリアとエチオピアとの間で緊張が高まる（最終的には第二次エチオピア戦争勃発に至る）と、海軍本部は第5駆逐艦戦隊を1935年8月から1936年3月まで地中海艦隊に加えたが、「エクスマス」は1935年10月4日から1936年1月5日までの間アレクサンドリアで修理を行っていた。スペイン内戦中、ポーツマスでの1936年11月17日から1937年1月19日、1938年11月21日から1939年1月16日の修理の合間に「エクスマス」は不干渉委員会の布告を実施するためスペイン海域を巡回した。「エクスマス」は3月にイギリスに戻った。8月2日、エクスマスは第12駆逐艦戦隊の旗艦となった。
1939年9月に第二次世界大戦が勃発すると、「エクスマス」の駆逐艦戦隊は最初本国艦隊に配属された。11月末、「エクスマス」および同じ駆逐艦戦隊所属の他の艦「エクリプス」と「エコー」はアイスランド南方でドイツ通商破壊艦を捜索する巡洋戦艦「フッド」を護衛した。12月にウエスタンアプローチ管区に加わり、1940年1月にはロサイス管区へ移った。
1940年1月21日、「エクスマス」はマレー湾でドイツ潜水艦「U22」により撃沈された。生存者はいなかった。1月20日午後、「エクスマス」は小型貨物船「Cyprian Prince」と会合し同船をスカパ・フローまで護衛せよとの命令を受け取った。2隻を発見した「U22」は1時間強の追跡の後、21日5時35分に「エクスマス」に対して魚雷1本を発射し命中したとするが、「エクスマス」の沈没は見ていない。「Cyprian Prince」では4時44分（時刻はドイツ側とは1時間のずれがある）に爆発音が、4時48分にはより大きなものが確認されている。2度目は弾薬庫の爆発によるものと思われ、実際に2001年6月24日に発見された残骸では艦首に大爆発の跡が確認されている。「Cyprian Prince」は「エクスマス」の船体と思ったもの（実際は「U22であろう」）を回避した後、生存者のもとみた明りの方へ向かい海中に何人かの人を見つけたが、「Cyprian Prince」が犠牲になるとして船長は救助を行わずカークウォールへ向かった。「Cyprian Prince」のカークウォールへの到着後、駆逐艦「シーク」などが派遣されるも生存者は見つからなかった。後に18体の遺体が回収され、ウィックの墓地に埋葬された。「エクスマス」はE級駆逐艦としては初の戦没艦となった。また、第二次世界大戦で全乗員と共に失われた最初の水上艦である。